# コルモゴロフの二級数定理
確率論におけるコルモゴロフの二級数定理（コルモゴロフのにきゅうすうていり、英: Kolmogorov's Two-Series Theorem）は、確率変数からなる級数の収束に関する結果の一つ。コルモゴロフの不等式から導くことができ、また大数の強法則の証明に用いられることがある。

## 定理の主張
{\displaystyle \left(X_{n}\right)_{n=1}^{\infty }} を独立な確率変数列とし、期待値、分散を {\displaystyle \mathrm {E} \left[X_{n}\right]=\mu _{n},\mathrm {Var} \left(X_{n}\right)=\sigma _{n}^{2}} としたとき {\displaystyle \sum _{n=1}^{\infty }\mu _{n},\sum _{n=1}^{\infty }\sigma _{n}^{2}} がいずれも有限値に収束するものとする。
このとき {\displaystyle \sum _{n=1}^{\infty }X_{n}} はほとんど確実に有限値に収束する。

## 証明
{\displaystyle \mu _{n}=0} として一般性を失わない。{\displaystyle S_{N}=\sum _{n=1}^{N}X_{n}} とおくと、確率1で 
{\displaystyle \limsup _{N}S_{N}-\liminf _{N}S_{N}=0}
となることが次のようにしてわかる。
任意の {\displaystyle m\in \mathbb {N} } に対し
{\displaystyle {\begin{aligned}\limsup _{N\to \infty }S_{N}-\liminf _{N\to \infty }S_{N}&=\limsup _{N\to \infty }\left(S_{N}-S_{m}\right)-\liminf _{N\to \infty }\left(S_{N}-S_{m}\right)\\&\leq 2\max _{k\in \mathbb {N} }\left|\sum _{i=1}^{k}X_{m+i}\right|\end{aligned}}}
よって任意の {\displaystyle \epsilon >0} に対し
{\displaystyle {\begin{aligned}&\mathrm {P} \left(\limsup _{N\to \infty }\left(S_{N}-S_{m}\right)-\liminf _{N\to \infty }\left(S_{N}-S_{m}\right)\geq \epsilon \right)\\&\leq \mathrm {P} \left(2\max _{k\in \mathbb {N} }\left|\sum _{i=1}^{k}X_{m+i}\right|\geq \epsilon \ \right)\\&=\mathrm {P} \left(\max _{k\in \mathbb {N} }\left|\sum _{i=1}^{k}X_{m+i}\right|\geq {\frac {\epsilon }{2}}\ \right)\\&\leq \limsup _{N\to \infty }4\epsilon ^{-2}\sum _{i=m+1}^{m+N}\sigma _{i}^{2}\\&=4\epsilon ^{-2}\lim _{N\to \infty }\sum _{i=m+1}^{m+N}\sigma _{i}^{2}\end{aligned}}}
ここで2番目の不等号はコルモゴロフの不等式による。
{\displaystyle \sum _{n=1}^{\infty }\sigma _{n}^{2}} が収束するという仮定より、任意の {\displaystyle \epsilon >0} に対し、最後の項は {\displaystyle m\to \infty } で 0 に収束する。よって上極限と下極限の差が正数になる確率は 0 であり、つまり差が 0 になる確率は 1 である。さらに収束先が有限であることも同様の不等式からわかり、定理が示された。